# A. Bertram Chandler
Pour les articles homonymes, voir Chandler.
Œuvres principales
- False Fatherland
- The Bitter Pill
- The Big Black Mark

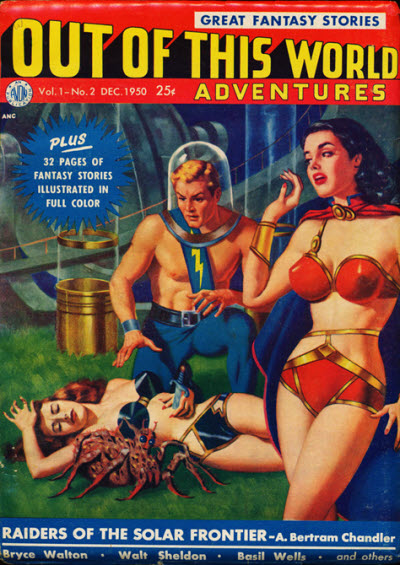

Arthur Bertram Chandler, né le 28 mars 1912 à Aldershot en Angleterre et mort le 6 juin 1984  à Sydney, est un écrivain de science-fiction australien. Il a écrit également sous les pseudonymes de George Whitley, Andrew Dunstan et S.H.M.

## Biographie succincte
A. Bertram Chandler est né à Aldershot, au Royaume-Uni. Il fut officier de la marine marchande, naviguant aux quatre coins du monde sur des voiliers comme sur des transports de troupe. Il émigra en Australie en 1956, prenant la nationalité australienne rapidement. Il commanda divers vaisseaux de la marine marchande d'Australie et de Nouvelle-Zélande et fut le dernier commandant de bord du porte-avions australien, le HMAS Melbourne, la loi prévoyant qu'un officier soit à son bord alors que le vaisseau attendait au port d'être envoyé en Chine pour être démonté.
Au cours de sa carrière, il signa plus de 40 romans et près de 200 nouvelles et autres textes courts. Il est surtout connu pour sa série de romans mettant en scène le personnage de John Grimes et pour son cycle du Monde de Rim (the Rim World series), caractérisés par un environnement et des thématiques navales, marque de fabrique de l'auteur. Il usa de ses connaissances maritimes pour écrire des fictions mettant en scène des vaisseaux spatiaux futuristes. Il reçut le prix Ditmar (un prix de littérature australien récompensant les œuvres de science-fiction) à quatre reprises : pour sa nouvelle The Bitter Pill (en 1971) et pour trois de ses romans, False Fatherland (en 1969), The Bitter Pill (adaptation romanesque de la nouvelle du même nom en 1975) et The Big Black Mark (en 1976).

## Œuvre et thématique
Les descriptions de la vie à bord de vaisseaux spatiaux et des relations entre les membres d'un équipage en mission signées par Chandler sont caractérisées par une sensation de réalisme rarement lue chez d'autres auteurs et proviennent assez logiquement de son expérience dans la marine marchande. Le héros principal de Chandler, Grimes, est un marin enthousiaste qui vit des aventures occasionnelles sur les mers de diverses planètes. Dans ses livres, Chandler fait souvent référence à un type obsolète de vaisseaux spatiaux, propulsé magnétiquement, connus sous le nom de Gaussjammer, que les générations plus âgées décrites dans ses textes se rappellent avec nostalgie. Il s'agit d'une référence évidente au Windjammer (terme technique de la marine marchande désignant un type de grand voilier).
Le moins-connu The Deep Reaches of Space (1964) contient des traces évidentes d'autobiographie, puisque son protagoniste principal est un marin devenu écrivain de science-fiction qui voyage dans le futur et use de ses connaissances nautiques pour sauver un groupe d'humains perdus sur une planète hostile.
La nationalité australienne de Chandler joue également un rôle dans ses écrits, où son pays d'adoption devient une puissance majeure dans un monde futuriste, menant l'exploration spatiale mondiale et installant des colonies sur diverses planètes lointaines. Drongo Kane, un capitaine pirate qui est le méchant de service dans plusieurs de ses livres, vient de la planète Austral et d'autres livres mentionnent également la planète Australis, située dans une autre partie de la galaxie.
Son histoire The Mountain Movers (qui fait partie des premiers textes mettant en scène John Grimes) contient le chant des futurs aventuriers de l'espace australien, chanté sur l'air de Waltzing Matilda. Le premier couplet dit :
(en) "When the jolly Jumbuk lifted from Port Woomera/ Out and away for Altair Three/ Glad were we all to kiss the tired old Earth goodbye/ Who'll come a-sailing in Jumbuk with me?"
Les colons qui chantent cet hymne finissent par faire revivre l'une des plus noires pages de l'histoire australienne en privant les natifs de la planète Olgana - des humanoïdes décrits comme ressemblant aux aborigènes australiens - de leurs terres. Comme cela est signifié dans le climax de l'histoire, la ressemblance n'est pas fortuite.
Chandler fit appel de nombreuses fois à la thématique des univers parallèles dans sa carrière d'écrivain, avec par exemple de nombreuses aventures de Grimes mettant en scène des personnages échouant brièvement dans une "mauvaise" réalité. Dans The Dark Dimensions, qui se déroule dans un lieu de l'espace où plusieurs réalités se croisent, Grimes (le commandant du cycle du Monde de Rim), rencontre non seulement un autre John Grimes qui est toujours membre du Service de Surveillance de la Fédération, mais également des personnages du cycle de l'Impératrice Irène (Empress Irene) et Dominic Flandry, l'un des héros créé par Poul Anderson.
Dans sa nouvelle ironique The Cage, une bande de naufragés errants nus dans les jungles d'une planète lointaines sont capturés par des extra-terrestres et placés dans un zoo (certains sont même disséqués), échouant dans toutes leurs tentatives de prouver leur intelligence. Se résignant à leur captivité, ils adoptent un petit rongeur local comme animal de compagnie et l'enferment à leur tour dans une petite cage. Voyant cela, leurs geôliers s'excusent et les rapatrient sur Terre. Il semble en effet que seuls les créatures intelligentes enferment d'autres créatures dans des cages…

## Œuvres

### Les grands cycles

#### Le Cycle du Monde de Rim
- The Rim of Space (1961)
- Beyond the Galactic Rim (1963)[2]
- The Ship From Outside (1963)
- Rendez-vous on a Lost World (titre alternatif : When the Dream Dies) (1961), (Rendez-vous sur un monde perdu, Fleuve noir Anticipation, 1963)
- Bring Back Yesterday (1961)
- Catch the Star Winds (1969)

#### Romans de John Grimes
Les histoires de John Grimes sont divisées en trois parties - Précoce, moyenne et tardive.
- Grimes précoces - Ces histoires couvrent la carrière de Grime au Service de Surveillance de la Fédération, du grade d'insigne à commandant.
  - The Road To The Rim (1967), (La Route des confins, Les Moutons électriques, 2007)
  - To Prime The Pump (1971)
  - The Hard Way Up (1972)[3]
  - The Broken Cycle (1975)
  - Spartan Planet (titre alternatif : False Fatherland) (1968)
  - The Inheritors (1972)
  - The Big Black Mark (1975)
- Grimes moyens - Ces histoires-ci traitent de la vie de Grime et de sa période difficile alors qu'il démissionne du Service de Surveillance de la Fédération et avant qu'il ne devienne citoyen de Confédération des Mondes de Rim.
  - The Far Traveller (1977)
  - Star Courier (1977)
  - To Keep The Ship (1978)
  - Matilda’s Stepchildren (1979)
  - Star Loot (1980)
  - The Anarch Lords (1981)
  - The Last Amazon (1984)
  - The Wild Ones (1984)
- Grimes tardifs - Dans celles-ci, Grimes est devenu Commandant dans la flotte de la Confédération des Mondes de Rim.
  - Into The Alternate Universe (1964)
  - Contraband From Other Space (1967)
  - The Gateway to Never (1972)
  - The Rim Gods (1969)[3]
  - Alternate Orbits (titre alternatif : The Commodore at Sea) (1971)[3]
  - The Dark Dimensions (1971)
  - The Way Back (1976), (Le Long détour, Éditions Albin Michel, collection Super-Fiction, 1980)

#### Cycle de l'Impératrice Irène
- Empress of Outer Space (1965)
- Space Mercenaries (1965)
- Nebula Alert (1967)

### Romans indépendants
- The Hamelin Plague (1963)
- The Deep Reaches of Space (1964)
- Glory Planet (1964)
- The Coils of Time (1964)
- The Alternate Martians (1965)
- The Sea Beasts (1971)
- The Bitter Pill (1974)
- Kelly Country (1983)
- Frontier of the Dark (1984)

### Nouvelles et articles
(classés par ordre alphabétique)
- A Question of Theology - 1964

Sous le pseudonyme de George Whitley.
- A Sleeping Beast - 1978
- All Laced Up - 1961

Sous le pseudonyme de George Whitley.
- Alter Ego - 1945
- And All Disastrous Things - 1951
- Avec Good Intentions - 1972
- Bad Patch - 1947
- Castaway - 1950

Sous le pseudonyme de George Whitley.
- Chance Encounter - 1959
- Change of Heart - 1962

Sous le pseudonyme de George Whitley.
- Clear View - 1958

Sous le pseudonyme de George Whitley.
- Coefficient X - 1950
- Critical Angle - 1958
- Dawn of Nothing - 1948
- Doggy in The Window - 1978
- Don't Knock the Rock - 1986
- Drift - 1957
- Fall of Knight - 1958
- False Dawn - 1946
- Familiar Pattern - 1959

Sous le pseudonyme de George Whitley.
- Finishing Touch - 1952
- Frontier of the Dark - 1952
- Giant Killer - 1945
- Grimes and the Great Race - 1980
- Grimes and the Jailbirds - 1984
- Grimes and the Odd Gods - 1983
- Grimes at Glenrowan - 1978
- Haunt - 1950
- Jetsam - 1953
- Journey's End - 1979
- Lady Dog - 1946
- Last Dreamer - 1968
- Lost Art - 1952
- Moon of Madness - 1949

Sous le pseudonyme de George Whitley.
- Motivation - 1958
- Mutiny on Venus - 1948
- New Wings - 1948
- No More Sea - 1959
- No Room in the Stable - 1977
- On the Account - 1973
- One Came Back - 1945

Sous le pseudonyme de George Whitley.
- Pest - 1952
- Position Line - 1949
- Preview of Peril - 1948
- Rim Change - 1975
- Second Meeting - 1948

Sous le pseudonyme de George Whitley.
- Seeing Eye - 1960
- Sister Ships - 1971
- Special Knowledge - 1946
- Stability - 1946
- The Bird-Brained Navigator - 1968
- The Cage - 1957
- The Dutchman - 1972
- The Far Traveller - 1976
- The Genie - 1961
- The Golden Journey - 1945
- The Habit - 1960
- The Hairy Parents - 1978
- The Half Pair - 1957
- The Kinsolving's Planet Irregulars - 1969
- The Last Citizen - 1958
- The Last Hunt - 1973
- The Long Fall - 1977
- The Long Way - 1964. Parue sous le titre Les baguettes sidérales dans Galaxie no 26 - Juin 1966 - p. 36-49.

En collaboration avec Susan Chandler.
- The Man Who Could Not Stop - 1959
- The Maze - 1957
- The Minus Effect - 1969
- The Mountain Movers - 1971
- The Outsiders - 1959
- The Pied Potter - 1971
- The Proper Gander - 1970
- The Rim Gods - 1968
- The Rub - 1970
- The Serpent - 1952
- The Silence - 1959
- The Sleeping Beauty - 1970
- The Soul Machine - 1969
- The Subcontractor - ?
- The Subtracter - 1978
- The Tides of Time - 1948
- The Tin Fishes - 1968
- The Tin Messiah - ?
- The True Believers

Non publié.
- The Wandering Buoy - 1970
- The Window - 1957
- The Winds of If - 1963
- This Means War! - 1944
- To Run the Rim - 1959
- Tower of Darkness - 1946
- Traveler's Tale - 1947

Sous le pseudonyme de George Whitley.
- Wet Paint - 1959
- What You Know - 1971
- When I Was In the Zoo - 1968
- When the Dream Dies - 1961
- Zoological Specimen - 1954